# Mill Creek (Washington)
Mill Creek è una città degli Stati Uniti d'America, situata nello Stato di Washington e in particolare nella Contea di Snohomish.